# Championnat de France masculin de handball 2003-2004
Navigation
Division 1 2002-2003 Division 1 2004-2005
Le championnat de France masculin de handball 2003-2004 est la cinquante deuxième édition de cette compétition.
Cette saison encore, c'est le Montpellier Handball qui remporte le championnat après avoir été leader pendant 25 journées sur 26. Il a également remporté la Coupe de la Ligue et est suivi par l'US Créteil qui participera à une coupe d'Europe après ses 25 journées dans le top 3. À l'opposé, le Chambéry Savoie Handball, après cinq deuxièmes places et un titre en 2001, ne se classe que sixième et n'est donc pas qualifié en coupe d'Europe.
En bas du classement, Pontault-Combault, promu, et Villeurbanne sont relégués en Division 2.
La saison est également marquée par la finale de Dunkerque en Coupe d'Europe Challenge.

## Présentation

### Modalités
Le championnat de Division 1 de handball est le plus haut niveau du championnat de France de ce sport. Quatorze clubs participent à la compétition. À la fin de la saison, le leader est désigné Champion de France, les deux premiers sont qualifiés pour la Ligue des champions. La France dispose également d'une place en Coupe des Coupes et deux en Coupe de l'EHF. Les qualifications sont déterminées en fonction des résultats en coupe de la Ligue et en championnat.
Les équipes classées 13e et 14e à l'issue de la saison sont reléguées en Division 2. Elles sont remplacées par les deux meilleurs clubs de cette même division.

### Participants
| Club                     | Classement 2002-2003 |
| ------------------------ | -------------------- |
| Montpellier Handball     | 1er                  |
| Chambéry Savoie Handball | 2e                   |
| US Créteil               | 3e                   |
| Paris Handball           | 4e                   |
| Toulouse Union Handball  | 5e                   |
| Dunkerque HGL            | 6e                   |
| Istres OPH               | 7e                   |
| US Ivry                  | 8e                   |
| USAM Nîmes               | 9e                   |
| Angers Noyant Handball   | 10e                  |
| Villeurbanne HBA         | 11e                  |
| SC Sélestat              | 12e                  |
| Livry-Gargan handball    | 1er D2               |
| UMS Pontault-Combault    | 2e D2                |

## Compétition

### Classement final
Le classement final du championnat est,
|    | Équipe                       | Pts | J  | G  | N | P  | Bp  | Bc  | Diff |
| -- | ---------------------------- | --- | -- | -- | - | -- | --- | --- | ---- |
| 1  | Montpellier Handball (T) (L) | 73  | 26 | 23 | 1 | 2  | 731 | 571 | 160  |
| 2  | US Créteil                   | 66  | 26 | 19 | 2 | 5  | 669 | 574 | 95   |
| 3  | US Ivry                      | 57  | 26 | 15 | 1 | 10 | 659 | 606 | 53   |
| 4  | Paris Handball               | 57  | 26 | 13 | 5 | 8  | 663 | 639 | 24   |
| 5  | Dunkerque HGL                | 57  | 26 | 15 | 1 | 10 | 623 | 596 | 27   |
| 6  | Chambéry Savoie Handball     | 56  | 26 | 14 | 2 | 10 | 652 | 630 | 22   |
| 7  | Istres OPH                   | 52  | 26 | 12 | 2 | 12 | 634 | 644 | -10  |
| 8  | SC Sélestat                  | 51  | 26 | 12 | 1 | 13 | 628 | 644 | -16  |
| 9  | Toulouse Union Handball      | 47  | 26 | 9  | 3 | 14 | 649 | 665 | -16  |
| 10 | USAM Nîmes                   | 45  | 26 | 9  | 1 | 16 | 602 | 668 | -66  |
| 11 | Angers Noyant Handball       | 44  | 26 | 9  | 0 | 17 | 603 | 669 | -66  |
| 12 | Livry-Gargan handball (P)    | 44  | 26 | 8  | 2 | 16 | 655 | 729 | -74  |
| 13 | Villeurbanne HBA             | 44  | 26 | 8  | 2 | 16 | 680 | 718 | -38  |
| 14 | UMS Pontault-Combault (P)    | 35  | 26 | 4  | 1 | 21 | 636 | 731 | -95  |

|     | Qualification pour la Ligue des champions |
|     | Qualification pour la Coupe des Coupes    |
|     | Qualification pour la Coupe de l'EHF      |
|     | Relégation en Division 2                  |
| (T) | Tenant du titre                           |
| (P) | Promu de Division 2 en début de saison    |
| (C) | Coupe de France (non disputée)            |
| (L) | Vainqueur de la Coupe de la Ligue         |

### Résultats
| Résultats (dom.\ext.)                                      | ANG   | CHA   | CRE   | DUN   | IST   | IVR   | LIV   | MON   | NÎM   | PAR   | PON   | SEL   | TOU   | VIL   |
| Angers Noyant                                              |       | 25-23 | 23-28 | 27-24 | 24-26 | 20-22 | 31-27 | 14-15 | 29-24 | 22-30 | 27-29 | 28-24 | 18-22 | 30-27 |
| Chambéry SH                                                | 29-18 |       | 18-28 | 27-22 | 25-18 | 28-25 | 26-21 | 22-24 | 28-20 | 23-25 | 27-20 | 21-18 | 25-24 | 35-31 |
| US Créteil                                                 | 28-19 | 21-28 |       | 25-28 | 24-22 | 23-18 | 33-20 | 22-22 | 24-15 | 24-29 | 26-23 | 21-15 | 38-29 | 31-27 |
| Dunkerque HGL                                              | 21-24 | 21-16 | 19-19 |       | 29-20 | 29-21 | 27-21 | 26-24 | 35-26 | 23-24 | 25-22 | 33-24 | 24-22 | 24-20 |
| Istres OPH                                                 | 25-17 | 28-28 | 25-26 | 23-19 |       | 26-23 | 30-23 | 22-30 | 26-27 | 27-23 | 32-21 | 27-26 | 23-20 | 27-23 |
| US Ivry                                                    | 26-20 | 29-17 | 21-23 | 26-20 | 34-23 |       | 37-31 | 22-25 | 32-19 | 22-19 | 23-21 | 25-23 | 25-25 | 25-26 |
| Livry-Gargan                                               | 30-20 | 23-27 | 21-31 | 24-29 | 30-24 | 26-25 |       | 20-37 | 29-22 | 26-26 | 28-27 | 23-26 | 25-25 | 30-27 |
| Montpellier Handball                                       | 30-17 | 34-24 | 22-21 | 25-16 | 23-19 | 26-24 | 29-30 |       | 28-17 | 34-29 | 30-17 | 33-20 | 30-21 | 31-22 |
| USAM Nîmes                                                 | 24-23 | 26-23 | 23-22 | 22-23 | 22-23 | 22-23 | 28-25 | 27-28 |       | 21-21 | 26-23 | 25-22 | 20-19 | 26-29 |
| Paris Handball                                             | 23-19 | 27-27 | 19-26 | 26-17 | 30-29 | 19-27 | 34-24 | 26-29 | 25-24 |       | 33-24 | 26-26 | 23-20 | 31-25 |
| UMS Pontault-Combault                                      | 31-38 | 26-31 | 22-23 | 20-24 | 22-26 | 27-30 | 30-31 | 24-32 | 30-31 | 22-27 |       | 23-20 | 29-29 | 30-29 |
| SC Sélestat                                                | 31-23 | 25-22 | 20-29 | 19-18 | 26-18 | 21-26 | 24-22 | 23-30 | 26-25 | 25-22 | 32-25 |       | 27-20 | 36-26 |
| Toulouse Union Handball                                    | 29-23 | 20-26 | 25-31 | 25-27 | 25-21 | 25-24 | 24-23 | 23-29 | 27-17 | 30-23 | 29-24 | 20-21 |       | 38-34 |
| Villerbanne HBA                                            | 21-24 | 31-26 | 21-22 | 24-20 | 24-24 | 22-24 | 30-22 | 23-31 | 25-23 | 23-23 | 22-24 | 33-28 | 35-33 |       |
| - Victoire à domicile - Match nul - Victoire à l'extérieur |       |       |       |       |       |       |       |       |       |       |       |       |       |       |

### Évolution du classement
| Club         | 1  | 2  | 3  | 4  | 5  | 6  | 7  | 8  | 9  | 10 | 11 | 12 | 13 | 14 | 15 | 16 | 17 | 18 | 19 | 20 | 21 | 22 | 23 | 24 | 25 | 26 |
| ------------ | -- | -- | -- | -- | -- | -- | -- | -- | -- | -- | -- | -- | -- | -- | -- | -- | -- | -- | -- | -- | -- | -- | -- | -- | -- | -- |
| Angers       | 11 | 11 | 11 | 12 | 9  | 12 | 13 | 13 | 13 | 13 | 14 | 13 | 13 | 13 | 13 | 11 | 13 | 13 | 13 | 13 | 13 | 13 | 13 | 11 | 11 | 11 |
| Chambéry     | 10 | 7  | 9  | 6  | 5  | 5  | 3  | 2  | 2  | 2  | 2  | 2  | 2  | 2  | 2  | 2  | 3  | 3  | 3  | 4  | 3  | 5  | 6  | 5  | 6  | 6  |
| Créteil      | 1  | 2  | 3  | 4  | 2  | 2  | 2  | 3  | 3  | 3  | 3  | 3  | 3  | 3  | 3  | 3  | 2  | 2  | 2  | 2  | 2  | 2  | 2  | 2  | 2  | 2  |
| Dunkerque    | 4  | 9  | 8  | 5  | 3  | 6  | 4  | 4  | 5  | 4  | 5  | 7  | 8  | 6  | 6  | 5  | 5  | 6  | 5  | 3  | 5  | 4  | 4  | 3  | 4  | 4  |
| Istres       | 8  | 10 | 12 | 10 | 12 | 9  | 11 | 9  | 9  | 9  | 9  | 10 | 10 | 10 | 9  | 8  | 7  | 7  | 7  | 7  | 7  | 7  | 7  | 7  | 7  | 7  |
| Ivry         | 9  | 8  | 5  | 8  | 8  | 8  | 7  | 8  | 7  | 8  | 6  | 8  | 6  | 5  | 5  | 4  | 4  | 5  | 6  | 6  | 4  | 3  | 3  | 4  | 3  | 3  |
| Livry-G.     | 12 | 12 | 13 | 13 | 13 | 14 | 14 | 12 | 12 | 12 | 11 | 11 | 11 | 11 | 11 | 12 | 12 | 11 | 11 | 11 | 11 | 11 | 11 | 12 | 13 | 12 |
| Montpellier  | 2  | 1  | 1  | 1  | 1  | 1  | 1  | 1  | 1  | 1  | 1  | 1  | 1  | 1  | 1  | 1  | 1  | 1  | 1  | 1  | 1  | 1  | 1  | 1  | 1  | 1  |
| Nîmes        | 6  | 4  | 2  | 3  | 6  | 4  | 6  | 6  | 6  | 6  | 7  | 5  | 5  | 7  | 10 | 9  | 9  | 8  | 9  | 10 | 10 | 10 | 10 | 10 | 10 | 10 |
| Paris        | 5  | 3  | 6  | 2  | 4  | 3  | 5  | 5  | 4  | 5  | 4  | 4  | 4  | 4  | 4  | 6  | 6  | 4  | 4  | 5  | 6  | 6  | 5  | 6  | 5  | 5  |
| Pontault-C.  | 13 | 13 | 14 | 14 | 14 | 13 | 12 | 14 | 14 | 14 | 13 | 14 | 14 | 14 | 14 | 14 | 14 | 14 | 14 | 14 | 14 | 14 | 14 | 14 | 14 | 14 |
| Sélestat     | 14 | 14 | 10 | 7  | 7  | 7  | 8  | 7  | 8  | 7  | 8  | 6  | 7  | 8  | 7  | 8  | 10 | 9  | 10 | 8  | 8  | 8  | 8  | 8  | 8  | 8  |
| Toulouse     | 3  | 6  | 4  | 9  | 10 | 10 | 10 | 11 | 10 | 10 | 10 | 9  | 9  | 9  | 7  | 8  | 8  | 10 | 8  | 9  | 9  | 9  | 9  | 9  | 9  | 9  |
| Villeurbanne | 7  | 5  | 7  | 11 | 11 | 11 | 9  | 10 | 11 | 11 | 12 | 12 | 12 | 12 | 12 | 13 | 11 | 12 | 12 | 12 | 12 | 12 | 12 | 13 | 12 | 13 |

## Les champions de France
| Vainqueur du Championnat de France 2003-2004 Montpellier Handball 7e titre |

L'effectif du Montpellier Handball, champion de France 2003-2004, était :
- Grégory Anquetil (25 matchs, 118 buts)
- Mladen Bojinović (26, 108)
- Sébastien Bosquet (23, 44)
- Andrej Golić (26, 57)
- Michaël Guigou (18, 78)
- Franck Junillon (23, 19)
- Damien Kabengele (16, 26)
- Nikola Karabatic (22, 70)
- Geoffroy Krantz (19, 24)
- Thierry Omeyer (GB, 26 matchs)
- Laurent Puigségur (26, 52)
- Sylvain Rognon (5, 5)
- Damien Scaccianoce (1, 2)
- Mickaël Sincère (2, 0)
- Sobhi Sioud (22, 48)
- Rastko Stefanovič (17, 38)
- Sorin Toacsen (GB, 19 matchs)
- Semir Zuzo (24, 41)

Entraîneur
- Patrice Canayer

## Statistiques et récompenses

### Meilleurs joueurs
À l'issue du championnat, les Sept d'or du handball 2004,, ont été décernées à
| Catégorie               | Joueur                                     | Catégorie              | Joueur                                   |
| Meilleur gardien de but | Thierry Omeyer (Montpellier, 80 voix)      | Meilleur défenseur     | Damien Kabengele (Montpellier, 63 voix)  |
| Meilleur gardien de but | Nebojša Stojinović (Istres, 36 voix)       | Meilleur défenseur     | Guéric Kervadec (Créteil, 62 voix)       |
| Meilleur gardien de but | Dragan Mladenović (Dunkerque, 26 voix)     | Meilleur défenseur     | Franck Junillon (Montpellier, 24 voix)   |
| Meilleur gardien de but | Yohann Ploquin (Toulouse, 24 voix)         | Meilleur défenseur     | Bastien Lamon (Dunkerque, 18 voix)       |
| Meilleur gardien de but | Bruno Martini (Paris, 19 voix)             | Meilleur défenseur     | Marc Wiltberger (Chambéry, 16 voix)      |
| Meilleur ailier gauche  | Michaël Guigou (Montpellier, 71 voix)      | Meilleur ailier droit  | Grégory Anquetil (Montpellier, 86 voix)  |
| Meilleur ailier gauche  | Laurent Busselier (Chambéry, 42 voix)      | Meilleur ailier droit  | Frédéric Dole (Istres, 59 voix)          |
| Meilleur ailier gauche  | Benoît Henry (Créteil, 38 voix)            | Meilleur ailier droit  | William Holder (Créteil, 20 voix)        |
| Meilleur ailier gauche  | Olivier Girault (Paris, 22 voix)           | Meilleur ailier droit  | Stéphane Plantin (Toulouse, 12 voix)     |
| Meilleur ailier gauche  | Sébastien Ostertag (Livry-Gargan, 13 voix) | Meilleur ailier droit  | Pascal Léandri (Ivry, 9 voix)            |
| Meilleur arrière gauche | Nikola Karabatic (Montpellier, 101 voix)   | Meilleur arrière droit | Stéphane Stoecklin (Chambéry, 94 voix)   |
| Meilleur arrière gauche | Mladen Bojinović (Montpellier, 30 voix)    | Meilleur arrière droit | Volker Michel (Sélestat, 46 voix)        |
| Meilleur arrière gauche | Jiří Tancoš (Livry-Gargan, 26 voix)        | Meilleur arrière droit | Frédéric Louis (Créteil, 21 voix)        |
| Meilleur arrière gauche | Tewfik Sadaoui (Angers, 13 voix)           | Meilleur arrière droit | Juan González (Toulouse, 13 voix)        |
| Meilleur arrière gauche | Pierre-Yves Rigault (Créteil, 12 voix)     | Meilleur arrière droit | Sobhi Sioud (Montpellier, 10 voix)       |
| Meilleur demi-centre    | Ragnar Þór Óskarsson (Dunkerque, 111 voix) | Meilleur pivot         | Guéric Kervadec (Créteil, 63 voix)       |
| Meilleur demi-centre    | Sébastien Mongin (Istres, 32 voix)         | Meilleur pivot         | Zoran Lubej (Paris, 52 voix)             |
| Meilleur demi-centre    | Rastko Stefanovič (Montpellier, 15 voix)   | Meilleur pivot         | David Juříček (Istres, 43 voix)          |
| Meilleur demi-centre    | Michel Lorgeré (Toulouse, 15 voix)         | Meilleur pivot         | Laurent Puigségur (Montpellier, 16 voix) |
| Meilleur demi-centre    | Yann Balmossière (Nîmes, 13 voix)          | Meilleur pivot         | Christophe Kempé (Toulouse, 10 voix)     |
| Meilleur entraîneur     | Denis Tristant (Dunkerque, 72 voix)        | -                      | -                                        |
| Meilleur entraîneur     | Patrice Canayer (Montpellier, 44 voix)     | -                      | -                                        |
| Meilleur entraîneur     | Gilles Derot (Istres, 31 voix)             | -                      | -                                        |
| Meilleur entraîneur     | Thierry Anti (Créteil, 26 voix)            | -                      | -                                        |
| Meilleur entraîneur     | Philippe Gardent (Chambéry, 12 voix)       | -                      | -                                        |

### Statistiques
| Rang | Joueur               | Club                    | Total | Champs | 7 m | Matchs | Moy. |
| ---- | -------------------- | ----------------------- | ----- | ------ | --- | ------ | ---- |
| 1    | Volker Michel        | SC Sélestat             | 193   | 133    | 60  | 26     | 7,4  |
| 2    | Igor Kos             | Livry-Gargan HB         | 160   | 98     | 62  | 26     | 6,2  |
| 3    | Yérime Sylla         | UMS Pontault-Combault   | 146   | 104    | 42  | 26     | 5,6  |
| 4    | Frédéric Dole        | Istres OPH              | 142   | 110    | 32  | 26     | 5,5  |
| 5    | Ragnar Þór Óskarsson | Dunkerque HGL           | 132   | 89     | 43  | 24     | 5,5  |
| 6    | Olivier Girault      | Paris Handball          | 131   | 95     | 36  | 26     | 5,0  |
| 7    | William Holder       | US Créteil              | 128   | 57     | 71  | 26     | 4,9  |
| 8    | Guillaume Joli       | Villeurbanne HBA        | 127   | 61     | 66  | 24     | 5,3  |
| 9    | Laurent Gruselle     | Dunkerque HGL           | 118   | 94     | 24  | ?      | ?    |
| 10   | Grégory Anquetil     | Montpellier Handball    | 117   | 103    | 14  | ?      | ?    |
| 11   | Zoran Martinović     | US Ivry                 | 114   | 111    | 3   | ?      | ?    |
| 12   | Yuya Taba            | USAM Nîmes              | 113   | 71     | 42  | 21     | 5,4  |
| 13   | Michel Lorgeré       | Toulouse Union Handball | 111   | 92     | 19  | ?      | ?    |
| 14   | Mladen Bojinović     | Montpellier Handball    | 108   | 81     | 27  | ?      | ?    |
| 15   | Frédéric Louis       | US Créteil              | 107   | 107    | 0   | ?      | ?    |
| 16   | Pascal Léandri       | US Ivry                 | 105   | 37     | 68  | ?      | ?    |
| 17   | Jiří Tancoš          | Livry-Gargan HB         | 103   | 103    | 0   | ?      | ?    |
| 17   | Sébastien Ostertag   | Livry-Gargan HB         | 103   | 99     | 4   | ?      | ?    |
| 19   | Zoran Lubej          | Paris Handball          | 101   | 99     | 2   | ?      | ?    |
| 20   | Luc Abalo            | US Ivry                 | 100   | 91     | 9   | ?      | ?    |
| 21   | Marc Auboiron        | Villeurbanne HBA        | 97    | 93     | 4   | ?      | ?    |
| ?    | Stéphane Stoecklin   | Chambéry Savoie HB      | 86    | ?      | ?   | 14     | 6,1  |

| Rang | Joueur             | Club                    | Moy.  | Arrêts | Matchs |
| ---- | ------------------ | ----------------------- | ----- | ------ | ------ |
| 1    | Nebojša Stojinović | Istres OPH              | 11,0  | 274    | 25     |
| 2    | Yohann Ploquin     | Toulouse Union Handball | 10,34 | 269    | 26     |
| 3    | Bruno Martini      | Paris Handball          | 10,30 | 237    | 23     |
| 4    | Dragan Mladenović  | Dunkerque HGL           | 10,0  | 260    | 26     |
| 5    | Thierry Omeyer     | Montpellier Handball    | 9,4   | 245    | 26     |
| 6    | Francis Franck     | SC Sélestat             | 9,3   | 243    | 26     |
| 7    | Patrice Annonay    | Angers Noyant Handball  | 9,0   | 225    | 25     |
| 8    | Beno Lapajne       | US Ivry                 | 8,8   | 193    | 22     |
| 9    | Vladimir Vujović   | Livry-Gargan HB         | 8,7   | 217    | 25     |
| 10   | Danyel Paruta      | Villeurbanne HBA        | 8,3   | 216    | 26     |

## Bilan de la saison
| Tableau d'honneur de la saison 2003-2004 |                                |                                     |
| Compétition                              | Vainqueur                      | Commentaire                         |
| Championnat de France                    | Montpellier Handball           | 6e titre                            |
| Coupe de France                          | non disputée                   | non disputée                        |
| Coupe de la Ligue                        | Montpellier Handball           | 1re victoire                        |
| Bilan en coupes d'Europe 2003-2004       |                                |                                     |
| Compétition                              | Qualifiés                      | Commentaire                         |
| Ligue des champions                      | Montpellier Handball           | Éliminé en huitièmes de finale      |
| Ligue des champions                      | Chambéry Savoie Handball       | Éliminé en huitièmes de finale      |
| Coupe des Coupes                         | US Créteil                     | Éliminé en quart de finale          |
| Coupe de l'EHF                           | Paris Handball                 | Éliminé en huitièmes de finale      |
| Coupe Challenge                          | Dunkerque HGL                  | Finaliste                           |
| Qualifications européennes 2004-2005     |                                |                                     |
| Compétition                              | Qualifiés                      | Commentaire                         |
| Ligue des champions                      | Montpellier Handball           | En tant que champion de France      |
| Ligue des champions                      | US Créteil                     | En tant que vice-champion de France |
| Coupe des Coupes                         | US Ivry                        | En tant que 3e du championnat       |
| Coupe de l'EHF                           | Dunkerque HGL                  | En tant que 4e du championnat       |
| Coupe de l'EHF                           | Paris Handball                 | En tant que 5e du championnat       |
| Promotions et relégations                |                                |                                     |
| Relégués en Championnat de France de D2  | Villeurbanne HBA               | Après 2 saisons en D1               |
| Relégués en Championnat de France de D2  | UMS Pontault-Combault          | Après une saison en D1              |
| Promu : Champion de France de D2         | HBC Villefranche-en-Beaujolais | 1re accession en D1                 |
| Promu : Vice-Champion de France de D2    | Saint-Raphaël HB               | 1re accession en D1                 |